# Robbie Coltrane
Anthony Robert McMillan, OBE, profesně známý jako Robbie Coltrane, (30. března 1950 Rutherglen, Jižní Lanarkshire – 14. října 2022 Larbert, Falkirk) byl skotský herec, komik a autor. Byl znám především pro roli Rubeuse Hagrida ve filmech o Harrym Potterovi.

## Životopis
Anthony Robert McMillan se narodil v Rutherglenu v Jižním Lanarkshiru jako syn Jean McMillan Rossové (dívčím jménem Howie), učitelky a pianistky a Iana Baxtera McMillana, lékaře a policejního forenzního chirurga. Měl starší sestru Annie a mladší sestru Jane. Coltrane byl pravnukem skotského obchodníka Thomase W. Howieho. Navštěvoval prestižní střední školu Glenalmond College v Perthshire, odkud byl brzy vypovězen poté, co vyvěsil prefektův oděv na školní věži. Z Glenalmond odešel Coltrane na Glasgow School of Art, kde se mu posmívali, že má přízvuk jako princ Charles.

## Filmografie

### Film
| Rok  | Název                                  | Role                           | Poznámky | Ref.  |
| ---- | -------------------------------------- | ------------------------------ | -------- | ----- |
| 1980 | Flash Gordon                           | muž na letišti                 |          | [ 9 ] |
| 1980 | Smrt v přímém přenosu                  | řidič limuzíny                 |          | [ 9 ] |
| 1981 | Subway Riders                          | detektiv Fritz Langley         |          | [ 9 ] |
| 1982 | Scrubbers                              | Puff Guts                      |          | [ 9 ] |
| 1982 | Nemocnice Britannia                    | demonstrant (radikál)          |          | [ 9 ] |
| 1983 | Ghost Dance                            | George                         |          | [ 9 ] |
| 1983 | Planeta Krull                          | Rhun                           |          | [ 9 ] |
| 1983 | Ztracené vztahy                        | opilec                         |          | [ 9 ] |
| 1984 | Chinese Boxes                          | Harwood                        |          | [ 9 ] |
| 1985 | The Supergrass                         | strážmistr Troy                |          | [ 9 ] |
| 1985 | Revoluce                               | Newyorský měšťan               |          | [ 9 ] |
| 1985 | Obrana říše                            | Leo McAskey                    |          | [ 9 ] |
| 1985 | Bláznivá dovolená v Evropě             | muž v koupelně                 |          | [ 9 ] |
| 1986 | Caravaggio                             | Scipione Borghese              |          | [ 9 ] |
| 1986 | Mona Lisa                              | Thomas                         |          | [ 9 ] |
| 1986 | Úplní začátečníci                      | Mario                          |          | [ 9 ] |
| 1987 | Jezte boháče                           | Jeremy                         |          | [ 9 ] |
| 1988 | The Fruit Machine                      | Annabelle                      |          | [ 9 ] |
| 1989 | Jindřich V.                            | Sir John Falstaff              |          | [ 9 ] |
| 1989 | Berte Rigby, jsi hlupák                | Sid Trample                    |          | [ 9 ] |
| 1989 | Sázkař                                 | prodavač lístků                |          | [ 9 ] |
| 1989 | Vítr zkázy                             | Montclaire                     |          | [ 9 ] |
| 1990 | Midnight Breaks                        | Hudge                          |          | [ 9 ] |
| 1990 | Jeptišky na útěku                      | Charlie McManus                |          | [ 9 ] |
| 1990 | Perfectly Normal                       | Alonzo Turner                  |          | [ 9 ] |
| 1991 | Papežem proti své vůli                 | papež                          |          | [ 9 ] |
| 1991 | Triple Bogey on a Par Five Hole        | Steffano Baccardi              |          | [ 9 ] |
| 1992 | To teda byla noc                       | Todd                           |          | [ 9 ] |
| 1993 | Dobrodružství Hucka Finna              | Vévoda                         |          | [ 9 ] |
| 1995 | Zlaté oko                              | Valentin Dmitrijevič Žukovskij |          | [ 9 ] |
| 1997 | Buddy                                  | Dr. Bill Lintz                 |          | [ 9 ] |
| 1998 | Frogs for Snakes                       | Al Santana                     |          | [ 9 ] |
| 1998 | Montana                                | šéf                            |          | [ 9 ] |
| 1999 | Vzkaz v láhvi                          | Charlie Toschi                 |          | [ 9 ] |
| 1999 | Jeden svět nestačí                     | Valentin Dmitrijevič Žukovskij |          | [ 9 ] |
| 2001 | Na nose (Na vítězství)                 | Delaney                        |          | [ 9 ] |
| 2001 | Z pekla                                | seržant Peter Godley           |          | [ 9 ] |
| 2001 | Harry Potter a Kámen mudrců            | Rubeus Hagrid                  |          | [ 9 ] |
| 2002 | Harry Potter a Tajemná komnata         | Rubeus Hagrid                  |          | [ 9 ] |
| 2004 | Harry Potter a vězeň z Azkabanu        | Rubeus Hagrid                  |          | [ 9 ] |
| 2004 | Dannyho parťáci 2                      | Matsui                         |          | [ 9 ] |
| 2004 | Van Helsing: Londýnská mise            | pan Hyde                       | hlas     | [ 9 ] |
| 2004 | Van Helsing                            | pan Hyde                       |          | [ 9 ] |
| 2005 | Harry Potter a Ohnivý pohár            | Rubeus Hagrid                  |          | [ 9 ] |
| 2006 | Stormbreaker                           | premiér                        |          | [ 9 ] |
| 2006 | Vyprovokovaná                          | Edward Foster                  |          | [ 9 ] |
| 2007 | Harry Potter a Fénixův řád             | Rubeus Hagrid                  |          | [ 9 ] |
| 2008 | Příběh o Zoufálkovi                    | Gregory                        | hlas     | [ 9 ] |
| 2008 | Bratři Bloomovi                        | kurátor                        |          | [ 9 ] |
| 2009 | Gooby – můj medvědí kamarád            | Gooby                          | hlas     | [ 9 ] |
| 2009 | Harry Potter a Princ dvojí krve        | Rubeus Hagrid                  |          | [ 9 ] |
| 2010 | Harry Potter a Relikvie smrti – část 1 | Rubeus Hagrid                  |          | [ 9 ] |
| 2011 | Harry Potter a Relikvie smrti – část 2 | Rubeus Hagrid                  |          | [ 9 ] |
| 2011 | Velká vánoční jízda                    | vedoucí elf                    | hlas     | [ 9 ] |
| 2012 | Rebelka                                | Lord Dingwall                  | hlas     | [ 9 ] |
| 2012 | Nadějné vyhlídky                       | pan Jaggers                    |          | [ 9 ] |
| 2014 | Effie Gray                             | doktor                         |          | [ 9 ] |

### Televize
| Rok       | Název                                                 | Role                                 | Poznámky |
| --------- | ----------------------------------------------------- | ------------------------------------ | --- |
| 1979      | Play for Today (TV seriál)                            | Jimmy                                | 9. série – 13. díl |
| 1980      | The Lost Tribe (TV minisérie)                         | pohraniční stráž                     | 1. série – 1. díl |
| 1980      | The House with the Green Shutters (TV film)           | Gilmour                              | [ 9 ] |
| 1981      | Metal Mickey (TV seriál)                              |                                      | 2. série – 2. díl |
| 1981      | Keep It in the Family (TV seriál)                     | pan Conway                           | 3. série – 5. díl |
| 1981      | 81 Take 2 (TV film)                                   |                                      | [ 9 ] |
| 1982      | Kevin Turvey: The Man Behind the Green Door (TV film) | Mick                                 | [ 9 ] |
| 1983      | Luna (TV seriál)                                      | 35T                                  | 1. série – 2. díl |
| 1983      | Are You Being Served? (TV seriál)                     | hlas C.B.                            | hlas 9. série – 4. díl |
| 1983      | The Crystal Cube (TV film)                            | Martin Bealey                        | [ 9 ] |
| 1983      | Boswell for the Defence (TV film)                     | William Gordon                       | [ 9 ] |
| 1982–1984 | Mladí v partě (TV seriál)                             | vrátný; doktor Carlisle; jednooký DJ | 1. série – 2. díl 2. série – 1. a 4. díl |
| 1983–1984 | Alfresco (TV seriál)                                  | různé postavy                        | [ 19 ] |
| 1984      | A Kick Up the Eighties (TV seriál)                    | různé role                           | 2. série |
| 1984      | Minder (TV seriál)                                    | pan Henry                            | 5. série – 2. díl |
| 1984      | Laugh??? I Nearly Paid My Licence Fee (TV seriál)     | různé role                           | 1. série |
| 1984–1987 | The Lenny Henry Show (TV seriál)                      | různé postavy                        | 1. série – 3. díl 2. série – 5. a 7. díl |
| 1985      | Girls on Top (TV seriál)                              | Morris                               | 1. série – 3. díl |
| 1987      | Černá zmije III (TV seriál)                           | Dr. Samuel Johnson                   | 1. série – 2. díl |
| 1987      | Tutti Frutti (TV seriál)                              | Danny McGlone                        | [ 28 ] |
| 1985–1988 | Saturday Live (TV seriál)                             | strýc Don Corleone                   | 1. série – 0. a 10. díl 3. série – 6. díl |
| 1988      | Vánoční koleda u Černé zmije (TV film)                | Duch Vánoc                           | [ 9 ] |
| 1988      | Thompson (TV seriál)                                  |                                      | 1. série – 1. a 3. díl |
| 1988      | French and Saunders (TV seriál)                       | Big Daddy                            | 2. série – 6. díl |
| 1988      | Arena (TV dokumentární seriál)                        | detektiv; sebe sama                  | 13. série – 17. díl |
| 1989      | Danny, světový šampión (TV film)                      | Victor Hazell                        | [ 9 ] |
| 1991      | Screen One (TV seriál)                                | Liam Kane                            | 3. série – 7. díl |
| 1992      | The Bogie Man (TV Film)                               | Francis Forbes Clunie                | [ 9 ] |
| 1993      | Screenplay (TV seriál)                                | Dr. Samuel Johnson                   | 8. série – 6. díl |
| 1993      | ABC Weekend Specials (TV seriál)                      | Stařík z Lochnagaru                  | hlas 13. série – 3. díl |
| 1998      | The Ebb-Tide (TV film)                                | kapitán Chisholm                     | [ 9 ] |
| 1999      | Alenka v říši divů (TV film)                          | Ned Tweedledum                       | [ 9 ] |
| 1999      | Cracker (TV seriál)                                   | David Roberge                        | 1. série – 14. díl |
| 2003      | Comic Relief 2003: The Big Hair Do (TV speciál)       | Hagrid                               | [ 9 ] |
| 2003      | The Planman (TV film)                                 | Jack Lennox QC                       | [ 9 ] |
| 2004      | Smečka (TV film)                                      | James                                | hlas |
| 2004      | Frasier (TV seriál)                                   | Michael Moon                         | 11. série – 23. díl |
| 2005      | Still Game (TV seriál)                                | řidič autobusu Davie                 | 4. série – 3. díl |
| 1993–2006 | Cracker (TV seriál)                                   | Dr. Edward „Fitz“ Fitzgerald         | 1.–3. série |
| 2006      | Cracker (TV film)                                     | Dr. Edward „Fitz“ Fitzgerald         | [ 9 ] |
| 2009      | Pohled na smrt (TV minisérie)                         | Douglas Hain                         | [ 43 ] |
| 2009      | Gruffalo (TV film)                                    | Gruffalo                             | hlas |
| 2011      | Olověná bublina (TV seriál)                           | Donald                               | 4. série – 3.–4. díl |
| 2011      | Gruffalovo dítě (TV film)                             | Gruffalo                             | hlas |
| 1982–2012 | The Comic Strip Presents… (TV seriál)                 | různé postavy                        | 1. série – 1.–3. a 5. díl 2. série – 1.–3. a 5. a 8. díl 4. série – 1. díl 5. série – 1.–3. díl 6. série – 1. díl 7. série – 2. a 5.–6. díl 9. série – 1.–2. díl |
| 2013      | Jistě, pane premiére (TV seriál)                      | Rory McAlister                       | 1. série – 5. díl |
| 2016      | National Treasure (TV minisérie)                      | Paul                                 | [ 48 ] |
| 2019–2020 | Městské legendy (TV seriál)                           | Orson Welles                         | 4. série – 4. díl a díl Orson Welles In Norwich |